# Fernando Luís Castoldi
Fernando Luís Castoldi, mais conhecido como Fernando Gaúcho é um ex-futebolista brasileiro que atuava como ponta-direita. Foi tricampeão gaúcho pelo Grêmio em 1985, 1986 e 1987. Ao todo, defendeu as cores do clube em 49 partidas, e marcou 7 gols.
Fernando foi um dos 4 jogadores Gremistas acusados do estupro coletivo de uma menor de idade na Suíca no episódio que ficou conhecido como Escândalo de Berna. Apesar de terem sido condenados em 1989 pela justiça suíca, nenhum dos 4 jamais cumpriu a pena.
Além do Grêmio, atuou ainda por Juventude, Blumenau, Chapecoense, Figueirense e Brasil de Farroupilha.

## Títulos
Grêmio
- Campeonato Gaúcho de Futebol: 1985, 1986, 1987